# Uskličnik
Uskličnik (!) razgodak je kojim se označava usklik, uzvik i afektirani stav.

## Povijest
Vjeruje se da mu oblik dolazi od latinske riječi io = radost ili pak od interiectio tako da je svojedobno nastao digraf IO, od kojeg je nastao ! kao I povrh O.

## Uporaba u jeziku

### Rečenice
Uskličnik označava usklične rečenice koje izražavaju emocije, stavove ili su pak oznaka imperativa:
- Kako je danas lijep dan!
- Volim te!
- Mrzim taj posao!
- Smiri se!

Ako je vokativ manje naglašen, odvaja se zarezom. Uskličnik dolazi i iza vokativa ako je na kraju rečenice ili, ako je jače naglašen, na njenom početku:
- Pomozi nam, Bože!
- Dame i gospodo! Drago mi je sto ste ovdje.

Uskličnik dolazi iza usklika, odnosno uzvika:
- Hej! Pa što to radiš?
- Više ne znam što ću... Eh!

Uskličnik se također koristi i u pismenom obraćanju, iza vokativa:
- Draga mama!

Pišem ti ovo pismo.....
Ako se umjesto uskličnika stavi zarez, rečenica nastavlja malim slovom.
Ako se u rečenici nalazi više uskličnih dijelova, uskličnik se ne mora pisati iza svakoga, nego samo iza posljednjega:
- Gledaj, pazi, promatraj, oponašaj, uči, pamti!
- Hej, hej, pusti me na miru!

U naslovima se uskličnici rijetko stavljaju, osim ako su emocije jako naglašene:
- Gotov je rat!

Kao oznaka vrlo jakog usklika, mogu doći dva ili tri uskličnika:
- Mrzim te!!!

### Uskličnik i drugi znakovi
Ako je jednome dijelu rečenice potreban upitnik, a drugome uskličnik, stavlja se onaj koji odgovara posljednjemu dijelu:
- Kamo si krenuo, lopove!, a može i Kamo si krenuo, lopove?
- Lopove, kamo si krenuo?

Ako su osjećaji smireniji, umjesto uskličnika može doći i neki drugi znak.
- Gle, jedna duga u vodi se stvara (Dobriša Cesarić)
- Gotovo je, ljubavi.
- Izvolite sjesti.

Ako se uskličnik uporabi unutar zagrada, on postaje zamjena za označavanje tiskarske pogreške, vjernog prijepisa ili nečega na što čitatelj treba obratiti pažnju, ironije ili sarkazma:
- Na sjednici se govorilo o priopčavanju (!) narodu. (tiskarska pogreška)
- Ponosno je izjavio da je bio u istarskom (!) gradu Požegi. (pažnja čitatelja, ironija)

### Uskličnik i upitnik
Isto kao i kod upitnika, ako se nekim usklikom ujedno izražava i pitanje, ovisno o tome je li jače pitanje ili usklik, mogu se koristiti znakovi ?! ili !?. Ako je usklik jači od pitanja, koristi se uskličnik s upitnikom:
- Bože moj, zašto si me ostavio!?

## Uporaba izvan jezika

### Matematika
U matematici se uskličnikom označavaju faktorijele:
- 5! = 1 · 2 · 3 · 4 · 5 = 120

### Ostalo
Koristi se i kao znak upozorenja na raznim proizvodima i prometnim znakovima: